# Christian Jachs

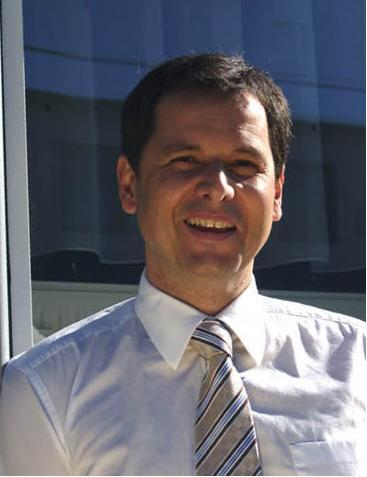
Christian Jachs (2008)

Christian Jachs (* 25. September 1966 in Linz; † 16. August 2016 ebenda) war ein österreichischer Politiker der ÖVP. Jachs war von 2007 bis zu seinem Tod Bürgermeister von Freistadt und von 2011 bis 2015 Mitglied des österreichischen Bundesrats.

## Leben
Nach dem Besuch der Volksschule in Grünbach und des Gymnasiums in Freistadt legte Christian Jachs im Jahr 1986 die Matura ab. Er studierte bis 1993 Rechtswissenschaften an der Universität Linz. Er war Urphilister der K.a.V. Austro-Danubia im ÖCV. Nach dem Studium wurde er Mitarbeiter im Amt der Oberösterreichischen Landesregierung und da speziell Sekretär von Landesrat Leopold Hofinger.
1997 wurde Jachs Sekretär im Landtagsklub der ÖVP und 2001 Klubdirektor. 2007 kandidierte er mit Erfolg für das Amt des Bürgermeisters von Freistadt; ein Amt, welches er bis zu seinem Tod 2016 bekleidete. Seit 2009 war Jachs Aufsichtsratsmitglied der Oberösterreichischen Versicherung.
Am 7. April 2011 wurde Jachs in Wien als Mitglied des Bundesrats vereidigt. Im Bundesrat war er zuletzt von Juli bis Oktober 2015 Stellvertretender Ausschussvorsitzender des Ausschusses für Wissenschaft und Forschung. Nach der Landtagswahl in Oberösterreich 2015, bei der die ÖVP starke Verluste erlitt, schied er aus dem Bundesrat aus.
In der Nacht auf den 17. August 2016 erlag Christian Jachs einem Krebsleiden. Er war verheiratet und Vater von zwei Kindern, darunter die ÖVP-Politikerin Johanna Jachs.